# Corínnids
Els corínnids (Corinnidae) són una família d'aranyes araneomorfes. Fou descrita per primera vegada per Friedrich Karsch l'any 1880.
Els corínnids són una de les noves famílies ara ben diferenciades, que anteriorment havien format part dels clubiònids, al costat dels anifènids, tengèl·lids, zorocràtids, mitúrgids i liocrànids.

## Diversitat
Els gèneres més comuns són Castianeira (principalment a Amèrica, però també a Àfrica i Àsia), Corinna (principalment a Sud-amèrica), Hortipes (Àfrica).
Corinna és el gènere tipus de la família i són petites aranyes errants. Unes quantes espècies del gènere Castianeira imiten les formigues. Altres gèneres que els agraden les formigues són Mazax, Myrmecium i Myrmecotypus.
Amb la informació recollida fins al 27 de novembre de 2006 i hi ha descrits 76 gèneres i 925 espècies; d'elles, 131 pertanyen al gènere Castianeira.

## Taxonomia
Segons el World Spider Catalog amb data de 7 de febrer de 2019, aquesta família té reconeguts 67 gèneres i 785 espècies de les quals 127 pertanyen al gènere Castianeira. El canvi en els darrers anys és considerable quant a la disminució del nombre de gèneres i espècies, ja que el 27 de novembre de 2006 i hi havia citats 76 gèneres i 925 espècies. S'han transferit gèneres a altres famílies, com Meriola als traquèlids (Trachelidae) o Phrurolinillus als frurolítids (Phrurolithidae), per posar dos exemples.
- Abapeba Bonaldo, 2000
- Aetius O. Pickard-Cambridge, 1897
- Allomedmassa Dankittipakul & Singtripop, 2014
- Apochinomma Pavesi, 1881
- Arushina Caporiacco, 1947
- Attacobius Mello-Leitão, 1925
- Austrophaea Lawrence, 1952
- Battalus Karsch, 1878
- Brachyphaea Simon, 1895
- Cambalida Simon, 1910
- Castianeira Keyserling, 1879
- Castoponera Deeleman-Reinhold, 2001
- Coenoptychus Simon, 1885
- Copa Simon, 1886
- Copuetta Haddad, 2013
- Corinna C. L. Koch, 1841
- Corinnomma Karsch, 1880
- Creugas Thorell, 1878
- Crinopseudoa Jocqué & Bosselaers, 2011
- Cycais Thorell, 1877
- Disnyssus Raven, 2015
- Echinax Deeleman-Reinhold, 2001
- Ecitocobius Bonaldo & Brescovit, 1998
- Erendira Bonaldo, 2000
- Falconina Brignoli, 1985
- Graptartia Simon, 1896
- Hortipes Bosselaers & Ledoux, 1998
- Humua Ono, 1987
- Ianduba Bonaldo, 1997
- Iridonyssus Raven, 2015
- Kolora Raven, 2015
- Leichhardteus Raven & Baehr, 2013
- Leptopicia Raven, 2015
- Mandaneta Strand, 1932
- Mazax O. Pickard-Cambridge, 1898
- Medmassa Simon, 1887
- Megalostrata Karsch, 1880
- Melanesotypus Raven, 2015
- Merenius Simon, 1910
- Messapus Simon, 1898
- Methesis Simon, 1896
- Myrmecium Latreille, 1824
- Myrmecotypus O. Pickard-Cambridge, 1894
- Nucastia Raven, 2015
- Nyssus Walckenaer, 1805
- Olbus Simon, 1880
- Ozcopa Raven, 2015
- Parachemmis Chickering, 1937
- Paradiestus Mello-Leitão, 1915
- Poecilipta Simon, 1897
- Pranburia Deeleman-Reinhold, 1993
- Procopius Thorell, 1899
- Pronophaea Simon, 1897
- Psellocoptus Simon, 1896
- Pseudocorinna Simon, 1910
- Scorteccia Caporiacco, 1936
- Septentrinna Bonaldo, 2000
- Serendib Deeleman-Reinhold, 2001
- Simonestus Bonaldo, 2000
- Sphecotypus O. Pickard-Cambridge, 1895
- Stethorrhagus Simon, 1896
- Tapixaua Bonaldo, 2000
- Ticopa Raven, 2015
- Tupirinna Bonaldo, 2000
- Vendaphaea Haddad, 2009
- Wasaka Haddad, 2013
- Xeropigo O. Pickard-Cambridge, 1882

### Fòssils
Segons el World Spider Catalog versió 19.0 (2018), existeixen els següents gèneres fòssils:
- †Ablator Petrunkevitch, 1942
- †Alterphrurolithus Wunderlich, 2004
- †Chemmisomma Wunderlich, 1988
- †Cornucymbium Wunderlich, 2004
- †Cryptoplanus Petrunkevitch, 1958
- †Eomazax Petrunkevitch, 1958
- †Myrmecorinna Wunderlich, 2004
- †Palpiraptor Wunderlich, 2011
- †Protoorthobula Wunderlich, 2004

### Superfamília
Els corínnids havien format part de la superfamília dels corinnoïdeus (Corinnoidea), al costat dels liocrànids.
Les aranyes, tradicionalment, havien estat classificades en famílies que van ser agrupades en superfamílies. Quan es van aplicar anàlisis més rigorosos, com la cladística, es va fer evident que la major part de les principals agrupacions utilitzades durant el segle XX no eren compatibles amb les noves dades. Actualment, els llistats d'aranyes, com ara el World Spider Catalog, ja ignoren la classificació de superfamílies.